# Fernando Marías Franco
Fernando Marías Franco (Madrid, 14 de diciembre de 1949) es un historiador del arte español, especializado en el arte español de los siglos XVI y XVII, y más especialmente en El Greco y Velázquez.

## Biografía
Marías es hijo del filósofo Julián Marías y de la escritora Dolores Franco Manera. Tiene cuatro hermanos, entre ellos el escritor Javier Marías y el crítico de cine y economista Miguel Marías, además es sobrino del cineasta Jesús Franco (también conocido como "Jess Franco") y primo del director de cine Ricardo Franco.
Estudió Historia del Arte y se licenció con Premio Extraordinario en 1971. Realizó el doctorado en Filosofía y Letras en la Universidad Complutense de Madrid con la tesis de título La arquitectura del Renacimiento en Toledo. Realizó estudios de especialización en la Universidad de Roma La Sapienza.
Fue becario y profesor visitante del CSIC, la Fundación Getty, la Universidad de Harvard y el CASVA (Center for Advanced Study in the Visual Arts de la National Gallery of Art).
Es catedrático de Historia del Arte de la Universidad Autónoma de Madrid, vicepresidente del Centro Internacional de Estudios de Arquitectura Andrea Palladio de Vicenza y editor de la revista editada por esa institución (Annali di archittetura).
Catedrático de Historia del Arte de la Universidad Autónoma de Madrid, ha sido también F. Zóbel Visiting Professor en la Universidad de Harvard. Marías Franco es académico de la Real Academia de Bellas Artes y Ciencias Históricas de Toledo y de la Real Academia de la Historia. Especialista en arquitectura y arte Modernos. Como historiador ha publicado libros y artículos de investigación sobre la arquitectura española de los siglos XV a XVII, de pintores como El Greco, Velázquez, o El Bosco, de arquitectos como Bernini.

## Obras seleccionadas
- 2019 Los viajes del cosmógrafo Pedro Texeira por puertos y costas de la España del seiscientos. En colaboración con Daniel Marías Martínez. Abaco: Revista de cultura y ciencias sociales, ISSN: 0213-6252, N.º 101-102, ejemplar dedicado al viaje como forma de conocimiento, págs. 106-113[6]
- 2020 Un nuevo Madrid para José I Bonaparte, un fracaso histórico y un fracaso historiográfico. Temporánea: Revista de Historia de la Arquitectura, ISSN: 2659-8426, N.º. 1, págs. 97-118[7]
- 2020 El Greco en París y Chicago: dos exposiciones en tiempos revueltos, Anuario del Departamento de Historia y Teoría del Arte, ISSN 1130-5517, N.º 32, págs. 177-180[8]

## Reconocimientos
- Académico de la Real Academia de Bellas Artes y Ciencias Históricas de Toledo
- 2012 Académico de la Real Academia de la Historia.[9]